# Saprosites yanoi
Saprosites yanoi är en skalbaggsart som beskrevs av Shuhei Nomura 1939. Saprosites yanoi ingår i släktet Saprosites och familjen Aphodiidae. Inga underarter finns listade i Catalogue of Life.